# Rathaus (Mohács)

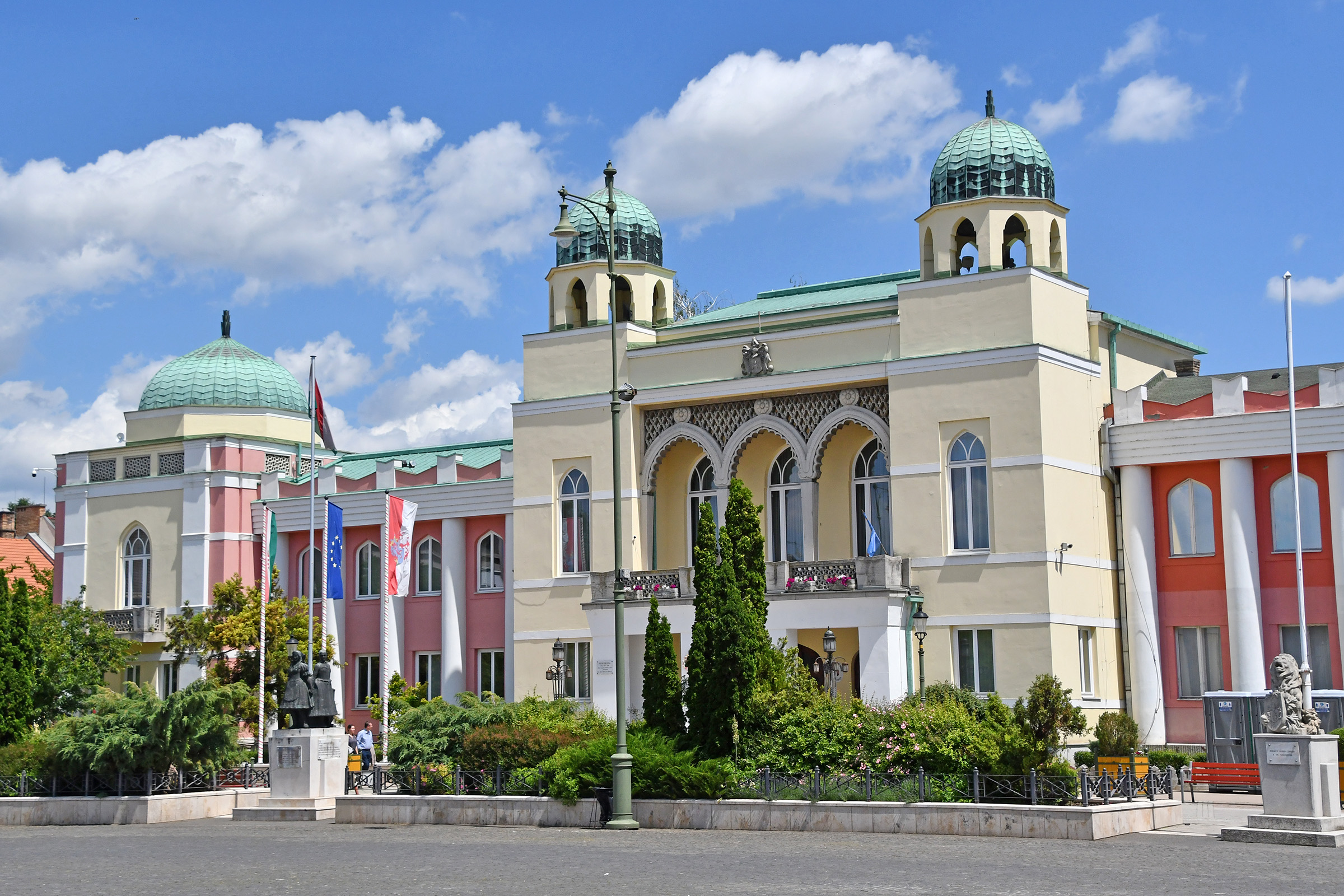
Rathaus von Mohács

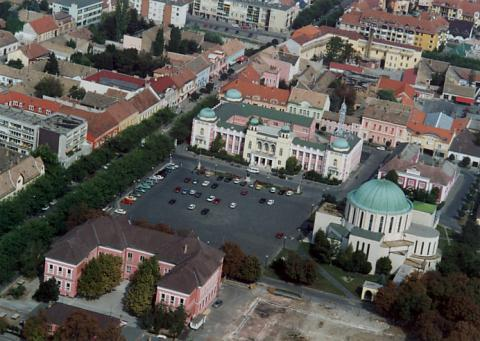
Luftbild des Széchenyi tér mit Rathaus (Bildmitte) und Votivkirche (rechts)

Das Rathaus von Mohács (ungarisch Mohácsi városháza) ist das Hauptverwaltungsgebäude der Stadt Mohács im Komitat Baranya im Süden Ungarns. Es liegt etwa 500 Meter vom Ufer der Donau entfernt im Zentrum der Stadt an der Ostseite des Széchenyi tér und steht unter Denkmalschutz.
Das Rathaus wurde nach einem Entwurf von Aladár Árkay und dessen Sohn Bertalan, die auch die erst 1940 fertiggestellte Votivkirche in direkter Nachbarschaft des Rathauses entwarfen, zwischen 1924 und 1928 erbaut. Es hat einen annähernd rechteckigen Umriss, der nur durch eine Aussparung an der südöstlichen Ecke durchbrochen ist. Durch diese kann der Innenhof des Rathauses erreicht werden. Der Baustil wird als „ungarisch“ umschrieben, enthält jedoch zahlreiche orientalisierende Elemente wie die Turmkuppeln an den Ecken des Gebäudes und über dem Haupteingang.
Im Innenraum zeigen die Gemälde des Malers János Pleidell im Treppenhaus und ein großer Wandteppich von István Bán im Prunksaal im ersten Stock Motive des Busójárás. Der Teppich zeigt die Busós bei der Überfahrt über die Donau und wurde bei der Expo 58 in Brüssel mit einem ersten Preis ausgezeichnet. Die 1984 von Imre Kocsis gestalteten Fenstermalereien im Treppenhaus erinnern an die Schlacht bei Mohács 1526.